# Lazarus W. Powell
Lázaro Whitehead Powell (6 de outubro de 1812 - 3 de julho de 1867) foi um político dos Estados Unidos que atuou como o 19º governador de Kentucky, exercendo mandato de 1851 a 1855. Mais tarde, ele foi eleito para representar o Kentucky no Senado com mandato de 1859 a 1865.
As reformas decretadas durante o mandato de Powell como governador de Kentucky deram um incremento de superioridade aos sistemas de ensino do Sul antebellum (período que precedeu a guerra civil de secessão). Ele também melhorou o sistema de Transporte do Kentucky e sofreu vetos na legislação que teria criado um grande número de bancos na Commonwealth. A eleição de Powell como governador marcou o fim do domínio do partido Whig em Kentucky. O antecessor de Powell, John J. Crittenden, foi o último governador eleito pelo partido whig de Henry Clay político preferido pela Comunidade.
Após seu mandato como governador, Powell foi eleito para o Senado. Antes de assumir o cargo o Presidente James Buchanan enviou Powell e o Major Benjamin McCulloch para Utah para tentar amenizar as tensões entre Brigham Young e os mórmons. Retornando de Utah Powell assumiu sua cadeira no Senado, pouco antes da eleição de Abraham Lincoln como Presidente. Powell tornou-se um crítico assumido da administração de Lincoln, tanto que a Assembleia Geral de Kentucky (representantes) pediu sua demissão, bem como alguns de seus colegas senadores tentaram expulsá-lo do senado. Porém, mais tarde ambos os grupos retiraram os pedidos.
Powell morreu em sua casa perto de Henderson em Kentucky logo após uma tentativa frustrada de retorno ao Senado, em 1867.

## Início da vida
Powell nasceu a 6 de outubro de 1812 nas proximidades de Henderson no Kentucky, foi terceiro filho de Lázaro e Ann McMahon Powell.[a] Ele frequentou as escolas comuns de Henderson e foi aluno de George Gayle. Ele obteve o Bacharelado em Artes pela Universidade de Saint Joseph Bardstown em Kentucky no ano de 1833, e começou a estudar direito com John Rowan. Ele matriculou-se na escola de direito da Universidade da Transylvania, tendo sido aluno de George Robertson e do juiz Daniel Mayes. Foi admitido ao exercício profissional em 1835 e em parceria com Archibald Dixon montaram um escritório de advocacia em Henderson, sociedade que durou até 1839.
Em 8 de novembro de 1837, Powell se casou com Harriet Ann Jennings. O casal teve três filhos,[b] sendo que Jennings faleceu em 30 de julho de 1846.

## Carreira política
Um democrata em um distrito de predominância do partido Whig, Powell iniciou sua carreira política em 1836 disputando uma vaga na câmara dos representantes de Kentucky. Empenhou-se ardorosamente na campanha enquanto seu adversário, John G. Holloway, ateve-se em grande parte apenas defender sua filiação partidária para tentar ganhar a eleição.. Este erro de avaliação de Holloway foi decisivo, o que levou Powell garantir uma vitória de surpresa. Holloway, aparentemente, aprendeu com este erro. Após a conclusão do mandato de Powell em 1838, Holloway novamente disputou com Powell e derrotou-o por uma maioria considerável de votos. Seis anos mais tarde, Powell foi escolhido como um delegado para eleições presidenciais pelo partido democrático e apoiou James K. Polk.

### Governador de Kentucky
Em 1848 o partido Democrata de Kentucky indicou Linn Boyd para governador, mas Boyd recusou a nomeação. Então Powell foi escolhido para substituir Boyd no pleito, acredita-se que em grande parte devido à influência de James Guthrie. O partido Whig nomeou senador John J. Crittenden e a disputa foi complicada pelo anúncio do antigo vice-presidente Richard Mentor Johnson ter lançado canditatura independente pelo partido Democrata. Percebendo que as chances dos democratas diminuiriam por ter dois candidatos disputando, Powell convocou uma reunião com Johnson e após este último retirou sua candidatura e prometeu seu apoio a Powell. Mesmo assim, Crittenden ganhou a eleição.
Na eleição para governador de 1851, Powell foi mais uma vez o candidato do Partido Democrata. Os Whigs indicaram o sócio de banca advocatícia de Powell, Archibald Dixon. Powell e Dixon viajaram o estado juntos, comendo no mesmas tabernas, falando das mesmas plataformas e em geral, mostrando cordialidade e simpatia que era rara na política de Kentucky naqueles tempos. A margem de Powell na vitória da eleição geral foi muito pequena, apenas 850 votos, enquanto o candidato do Partido Whig John P. Thompson derrotou o candidato democrata para a vice-governador Robert Wickliffe, por milhares de votos. Um terceiro candidato a governador, o abolicionista Cassius M. Clay, obteve 3.621 votos. Powell foi o primeiro democrata eleito em quase vinte anos. (Observe-se que John L. Helm ascendeu ao governador por a renúncia de Crittenden).
Os Whigs também mantiveram o controle da Assembleia Geral, e embora o governador Powell fosse amplamente capaz de cooperar com seus adversários políticos, alguns confrontos ocorreram. Como resultado do censo de 1850, a Assembleia Geral redistribuiu o estado em dez distritos do Congresso. Powell vetou o redistritamento observando que houve desvirtuamento do distrito para dar o controle ao Partido Whig que estava enfraquecido na delegação do estado. O legislativo cancelou o veto. O governador conseguiu, no entanto, vetar uma legislação que criaria um excesso de bancos da República.
Powell usou o fundo de amortização do estado para pagar juros sobre títulos de escolas públicas, uma medida que se sobrepôs ao veto do governante Helm, que se recusou cumprir. Em 1855 os eleitores do Kentucky derrubaram uma medida que aumentava o imposto escolar a partir de dois centavos para cada cem de dólares sobre bens tributáveis para cinco centavos para cada cem de dólares. A medida tinha o apoio do governador Powell e também do Superintendente de escolas públicas Robert Jefferson Breckinridge. Sob a liderança de Powell e Breckinridge o sistema escolar de Kentucky tornou-se um dos mais fortes no Sul antebellum (período que precedeu a guerra civil de secessão).
Entre outros sucessos de Powell como governador foi seu lobby bem sucedido no legislativo para conduzir uma pesquisa geológica em 1854. Ele também incentivou o investimento privado em transporte no estado. Durante seu mandato, o estado passou de 78 milhas de ferrovia para 242 milhas em operação.

### Senador dos Estados Unidos
Em Janeiro de 1858 Powell foi eleito para o Senado dos Estados Unidos. Em Abril do mesmo ano, o Presidente James Buchanan nomeou  como comissários Powell e Major Benjamin McCulloch para negociar acordo com os mórmons em Utah. Ao chegarem em Utah Powell e McCulloch noticiaram a posição do Presidente Buchanan de perdão aos mórmons que concordaram em submeter-se a Autoridade Federal. A proposta foi aceita e a violência foi evitada.
O senador Powell favoreceu a política de neutralidade do Kentucky durante a Guerra Civil, mas nacionalmente o conflito deixou Powell em situação política frágil. Por um lado, ele era favorecido por um governo nacional forte e uma interpretação estrita da Constituição dos EUA. Por outro lado, ele era um adversário da coerção por identificar-se com os Estados do Sul, manteve o Kentucky em uma posição mais alinhada com Sul do que com os legisladores dos Estados mais ao Norte. Durante seu governo Powell foi crítico com os Estados do Norte que se recusavam a obedecer a lei para escravos fugitivos.
Em 1861 o senador Powell condenou abertamente a decisão do Presidente Lincoln de revogar o recurso de habeas corpus. Em 1862 ele denunciou o abuso na detenção de alguns cidadãos comuns de Delaware — oficialmente as detenções foram chamadas de "resoluções de inquérito" — classificando como uma violação dos direitos constitucionais. Estas posturas levaram a assembleia geral de Kentucky pedir sua demissão em 1861 e alguns dos seus colegas senadores, liderados por outro senador de Kentucky, Garrett Davis, tentaram expulsá-lo do Senado. Antes do fim da guerra, tanto a assembleia geral e Garrett Davis admitiram o erro em suas tentativas de removê-lo, retirando os pedidos.
Após sua bem sucedida defesa contra os pedidos de sua remoção, Powell continuou a falar contra o que ele via como violações dos direitos constitucionais. Em 1864, ele condenou a ordem geral nº 11 editada por Ulysses S. Grant que proibia judeus no departamento do Tennessee, que incluía regiões de Kentucky. No mesmo tom ele foi contra a interferência militar federal  nas eleições em Kentucky. Em 1864, no entanto, ele se opôs a uma emenda constitucional destinada a libertar os escravos.

## Fim da vida e legado
Após seu mandato no Senado, ele retornou a Henderson e retomou a advocacia. Ele foi delegado à Convenção Nacional da União em 1866. Em 1867, ele foi novamente indicado para o Senado, mas depois de vários meses de votação, a Assembléia Geral não confirmou a indicação. Powell acreditava que muitos dos legisladores foram eleitos em função da interferência nas eleições pelas forças do Norte, e que essa intenção era impedir a eleição de qualquer senador, diminuindo assim a influência nacional do Kentucky. À luz dessa crença, ele instou os democratas para retirar o seu nome e nomear alguém mais aceitável pelos simpatizantes da União. Então foi isto que fizeram, indicando o nome de Davis de Garrett, que foi eleito posteriormente.
Powell morreu em sua casa, em 3 de julho de 1867. A causa da morte foi apoplexia, aparentemente o resultado de anos de sofrimento de reumatismo que lhe exigiu demais do seu sistema nervoso. Ele está enterrado no cemitério de Fernwood no Condado de Henderson no Kentucky. O estado ergueu um monumento de 22 pés (6,7 m) de altura em mármore sobre o seu túmulo, em 1870. No estado americano de Kentucky, o Condado de Powell, foi assim nomeado em homenagem ao governador Powell.